# Atletik under sommer-OL 2016 - 1500 meter løb (herrer)
Mændenes 1500 meter løb ved sommer-OL 2016 i Rio de Janeiro blev afholdt i perioden 16.–20. august på Olympic Stadium.